# Otto Groth
Otto Groth (2 de julho de 1875 – 15 de novembro de 1965) foi um jornalista e pesquisador alemão. É um dos mais importantes nomes da chamada ciência dos jornais (Zeitungswissenschaft), uma iniciativa pioneira que se propunha a estudar à imprensa de massa.

## Biografia
Otto Groth, nasceu na Alemanha em 1875 e aos 22 anos se tornou jornalista. Foi aluno de Max Weber e concluiu seu doutorado em 1915. Nunca foi, entretanto, professor efetivo de nenhuma universidade, atuando apenas como professor substituto.
Em 1934 foi proibido de trabalhar pelo regime nazista por ser judeu.
É autor de “O Jornal” (Die Zeitung), uma enciclopédia em quatro volumes escrita em 15 anos, e de “O Poder Cultural Desconhecido” (Die unerkannte Kulturmacht), são sete volumes escritos em trinta anos, o último deles publicado postumamente. Groth morreu aos 90 anos, em 1965.

### No Brasil
Influenciou os trabalhos de alguns pesquisadores brasileiros, tais como:
Luiz Beltrão: nota-se a influência de Groth na obra “Iniciação à Filosofia do Jornalismo” principalmente nos conceitos de atualidade, periodicidade, variedade (que Groth chamou de “universalidade”) e popularidade (que Groth denominou “publicidade”).
Adelmo Genro Filho: este reconheceu que seu trabalho era uma complementação ao de Otto, “cujo admirável esforço teórico reafirma a tradição do pensamento abstrato entre os alemães”. Ele teve acesso às ideias do alemão por meio do livro, “La ciência periodística de Otto Groth” de Faus Belau.